# 공유정옥
공유정옥은 대한민국의 산업의학 전문의이다.

## 생애
1974년 충북 단양에서 태어나 1994년 고려대 의대에 입학했다.
2000년 원자력병원에서 인턴생활을 시작했다.
2001년 산업의학과로 전공을 결정하면서 서울대학교 보건대학원 산업의학교실에서 레지던트 과정을 밟으며 민중의료연합 노동자건강사업단 활동을 하면서 여러 노동현장과 결합한 활동을 시작했다.
2002년 대우조선 노동조합의 근골격계투쟁을 시작으로 근골격계투쟁이 전국적으로 터져 나오면서 ‘근골격계 직업병 공동연구단’이 만들어지면서 현장투쟁과 결합된 연구활동이 본격화된다. 이어 2003년과 2004년에는 노동자들의 직업병투쟁이 더욱 거세게 일어나게 되면서 공동연구단도 다양한 활동을 벌이게 되지만, 공유정옥은 직장의 프로젝트사업에 묶여 다양한 현장투쟁에 적극적으로 결합하지는 못한다.
2004년 도시철도공사 승무본부 공황장애투쟁에 참여했다.
이후 금속노조와 함께 노동자건강권 시리즈 소자보 제작사업, 현대자동차 주간연속2교대 실시에 대한 입장을 정리한 책자 발간, 크고 작은 사업장들에 대한 노동안전사업 지원, 비정규직의 건강권에 대한 대응사업 등을 다양하게 벌여왔다.
2007년 11월 20일부터 반도체 노동자의 건강과 인권지킴이 반올림 발족에 참여하는 등 삼성 직업병 문제를 세상에 알리고 공론화하는데 힘썼다.
한국노동안전보건연구소 연구위원으로 일했고 2018년 4월 기준 경기동부근로자건강센터 부센터장으로 일하고 있다.

## 수상 내역
- 2010년 미국 공증보건학회 산업안전보건상 국제부문APHA Occupation Health & Safety Awards[2]
- 2014년 제30회 보령의료봉사상[6]

## 저서
- 《세계 전자산업의 노동권과 환경정의 (CTC(CHALLENGING THE CHIP))》 (메이데이) 2009년 11월 ISBN 978-89914023-6-2
- 《곁에 서다 (불행한 시대 이상한 나라에 사는 우리의 자세,우리 시대의 질문 3)》 (현실문화) 2015년 11월 ISBN 978-89656417-3-5
- 《굴뚝 속으로 들어간 의사들 (일하다 죽는 사회에 맞서는 직업병 추적기)》 (나름북스) 2017년 6월 ISBN 979-11860363-3-4